# خانه شازده
خانه شازده مربوط به اواخر دوره قاجار - ۱۳۲۶ ه‍.ق است و در شهرستان بردسکن، بخش انابد، دهستان صحرا، روستای زمان‌آباد واقع شده و این اثر در تاریخ ۶ اسفند ۱۳۸۵ با شمارهٔ ثبت ۱۷۴۱۳ به‌عنوان یکی از آثار ملی ایران به ثبت رسیده‌است.